# Timarsko-spahijski sustav
Timarsko-spahijski sustav uobičajeni je naziv za vojno-feudalni sustav Osmanskog Carstva od 14. do 19. stoljeća. To je ne samo oblik odnosa u poljoprivredi i oblik državnog izrabljivanja, nego je to i oblik organizacije konjanika (spahija), kao i oblik državne uprave.
Karakterizirala ga je vojna nadarbina (timar) na državnom (mirijskom) zemljištu u Europi i Anadoliji. Postoje tri tipa vojnih nadarbina: timar u užem smislu (do 20.000 akči prihoda) za spahije konjanike, zeamet (od 20.000 do 100.000 akči prihoda) za zapovjednike spahijske konjice i has (preko 100.000 akči prihoda) za visoke državne i vojne dužnosnike.